# Mesa de la Unidad Democrática
La Mesa de la Unidad Democrática, conocida también como MUD, es una amplia coalición política venezolana opositora al gobierno de Nicolás Maduro. Está conformada por partidos políticos de diversas ideologías, como el liberalismo, el progresismo, la socialdemocracia, el socialcristianismo y el socialismo democrático.
Fue creada formalmente el 23 de enero de 2008 en Caracas a través de un documento denominado Acuerdo de Unidad Nacional y reestructurada el 8 de junio de 2009, pero en la práctica existía desde mediados de 2006.
En enero de 2018 la coalición fue inhabilitada por decisión del Tribunal Supremo de Justicia y posteriormente inhabilitado por el Consejo Nacional Electoral. El 8 de marzo de ese año, los partidos de la coalición constituyeron el Frente Amplio Venezuela Libre, con la novedad de tener la inclusión de actores de la sociedad civil. Fue formalmente desactivada el 24 de octubre de 2018, aunque todavía con personería jurídica ante el CNE, a pesar de la inhabilitación de participar en comicios.
En 2017-2018 se creó Frente Amplio Venezuela Libre y Soy Venezuela para dar continuidad a la Mesa de la Unidad Democrática.
El 21 de abril de 2021 Juan Guaidó presentó un documento sobre una nueva alianza de la oposición denominada Plataforma Unitaria, que integra la sociedad civil, sindicatos, militares retirados, los partidos políticos y los diputados de la Asamblea Nacional electos para el período 2016-2021. con características más incluyentes y más amplia. El 31 de agosto de 2021, el Consejo Nacional Electoral (CNE) rehabilitó la tarjeta de la MUD como partido político de carácter nacional, con el fin de participar en las elecciones regionales. 
Hoy en día, en la práctica existe, pero como partido político de carácter nacional y la personalidad jurídica de la Plataforma Unitaria ante el CNE por medio de su tarjeta electoral.

## Historia

### Origen de la coalición
A mediados de 2006, cuando la oposición venezolana se preparaba para la elección presidencial de ese año, se comienza a discutir la presentación de una candidatura única de oposición, entre los principales precandidatos que discutían esa posibilidad se encontraban Teodoro Petkoff, Julio Borges y Manuel Rosales, resultando este último favorecido para presentar su candidatura como la unitaria por medio del consenso. A partir de entonces la coalición de partidos políticos que comenzaron a apoyar su opción presidencial se denominó "Unidad Nacional". Pese a la derrota sufrida por este, al alcanzar solo el 36,9% de los votos y resultar reelegido Hugo Chávez con el 62,84%, la agrupación de partidos continuó para organizarse en contra de la propuesta de reforma a la Constitución Nacional que impulsaría Chávez meses después.
El Referendo Constitucional de 2007, fue rechazado por los opositores venezolanos y defendieron la opción del No, para evitar la reforma constitucional. La propuesta no fue aprobada en referendo, por lo que parte de la Oposición Venezolana comenzó a discutir las acciones que debía llevar a cabo para intentar recuperar los espacios que había perdido frente al oficialismo.

#### Ramón Guillermo Aveledo
Fue Secretario Ejecutivo de la Mesa de la Unidad Democrática, cuya formación promovió, desde marzo de 2009 hasta el 30 de julio de 2014

#### Edmundo González Urrutia
Entre 2013 y 2015 fue el representante internacional de la coalición opositora de la Mesa de la Unidad Democrática.

### Acuerdo de Unidad Nacional

Tarjeta opositora más votada por cada estado en las elecciones presidenciales de 2012.

El 23 de enero de 2008, en conmemoración del 50 aniversario del retorno de la democracia a Venezuela, luego del derrocamiento del General Marcos Pérez Jiménez por adecos, comunistas, copeyanos, Unidos Por Venezuela y Urdistas, los principales partidos políticos opositores se reunieron en el Ateneo de Caracas con el fin de suscribir un documento con el cual se comprometían a cumplir una serie de objetivos nacionales y su visión de país. El acuerdo fue propuesto por el entonces Secretario General Nacional de COPEI Luis Ignacio Planas en el marco del aniversario de esa organización política a comienzos del mes de enero del 2008.
El acuerdo que dio origen a la Unidad Democrática fue firmado por los partidos Acción Democrática, COPEI, Bandera Roja, Primero Justicia, Proyecto Venezuela, Un Nuevo Tiempo, La Causa Radical, Alianza Bravo Pueblo, Movimiento al Socialismo y Vanguardia Popular; los políticos firmantes por cada organización fueron Omar Barboza (UNT), Víctor Bolívar (AD), Carlos Ocariz (PJ), Antonio Ledezma (ABP), Gabriel Puerta (BR), Luis Ignacio Planas (COPEI), Alfredo Catalán Shick (PRVZL), Alfredo Ramos (LCR), José Antonio España y Nicolás Sosa (MAS) y Rafael Venegas (VP).
El 27 de febrero de ese año se sumaron al acuerdo los partidos Movimiento Republicano, Solidaridad Independiente, Unión Republicana Democrática, Movimiento Laborista, Democracia Renovadora, Fuerza Liberal y Visión Emergente. Si bien algunos partidos no están formalmente dentro de la coalición, éstos apoyaron en las elecciones regionales de 2008 a la mayoría de los postulados por la alianza, entre esos partidos se encuentran MIN-Unidad, Venezuela de Primera y Solidaridad, entre otros.

### Mesa de la Unidad Democrática
El 8 de junio de 2009 se reestructura el Acuerdo de Unidad Nacional dando forma a la Mesa de la Unidad Democrática (MUD), la cual está organizada en 11 unidades de trabajo, relaciones con la sociedad civil, estrategia, programas, derechos humanos, descentralización, asuntos sociales, asuntos internacionales, organización, movilización y temas electorales.
La MUD propone fortalecer el sistema democrático venezolano, garantizar los derechos humanos, consolidar la soberanía nacional, alcanzar una sociedad productiva, justa y libre, y el mayor nivel de bienestar para sus ciudadanos, todo ello basado en los preceptos de la Constitución de Venezuela. El 22 de abril de 2010 presentaron las propuestas programáticas de la Mesa de la Unidad, bajo el nombre de "100 soluciones para la gente", que amplía el contenido político y social de la coalición opositora.
El 30 de julio de 2014 Ramón Guillermo Aveledo renunció a la secretaría ejecutiva de la MUD. El 24 de septiembre de 2014 el periodista Jesús "Chúo" Torrealba aceptó la petición unánime de ser el nuevo Secretario Ejecutivo de la Mesa de la Unidad. Torrealba señaló ese día que su respuesta no pudo haber sido otra ya que la oposición tenía 9 años llamando a los venezolanos a asumir la dimensión política de lo que significa ser ciudadano. El 7 de febrero del 2017 se anunció una junta reestructuradora para la MUD compuesta por Juan Carlos Caldera (PJ), José Ignacio Guédez (Causa R) y Enrique Márquez (UNT). El cargo de secretario ejecutivo fue eliminado.[cita requerida]

#### Partido político nacional
El partido político Mesa de la Unidad Democrática (MUD) fue formalizado como organización política nacional en el año 2012. En 2010 se iniciaron los trámites para legalizarlo, siendo aprobada por el Consejo Nacional Electoral (CNE) su denominación provisional en octubre de 2010.
En abril de 2012 el CNE legalizó, una vez cumplidos los trámites definidos en ley, al partido MUD en doce entidades federales, paso previo para la constitución de un partido político nacional. En junio de 2012 el CNE oficializó la conversión de la MUD a partido político nacional.

#### Mayoría en la Asamblea Nacional
En 2016 dado que obtuvo más del 1% a nivel nacional en las elecciones parlamentarias de 2015, no estuvo obligado a renovar, conforme a Ley, su nómina de afiliados. Obtuvo la mayoría cualificada de la Asamblea Nacional de Venezuela, tras obtener 112 de 167 diputados en la elección legislativa del 6 de diciembre de 2015, siendo la tarjeta electoral que recibió más votos en la historia del país. Posteriormente se crearon fracciones por diferencias con la Unidad, al punto de contar con alrededor de 88 legisladores, tras la separación de los partidos Acción Democrática (aunque continuaría en la bancada parlamentaria), La Causa R, Avanzada Progresista, Vente Venezuela, Alianza Bravo Pueblo y disidentes de los partidos Un Nuevo Tiempo, Movimiento Progresista de Venezuela, Voluntad Popular y Primero Justicia.

#### Inhabilitación, disolución y posterior reactivación
El Tribunal Supremo de Justicia inhabilitó a la MUD de participar en las elecciones presidenciales de 2018, posteriormente fue cancelado por el CNE. Luego de aquellos sucesos la coalición quedó inactiva, lo que desembocó en su disolución y la creación de una organización sucesora el 8 de marzo de 2018, llamado el Frente Amplio Venezuela Libre. La coalición desaparece formalmente el 24 de octubre de 2018. La coalición fue rehabilitada por las autoridades del Consejo Nacional Electoral, como partido político de carácter nacional el mes de junio de 2021.

## Reformaciones y partidos integrantes

### Plataforma Unitaria (2021)
| Partido político | Partido político | Partido político                                        | Siglas | Fundación | Definición política            | Afiliación internacional          | Web                                                  |
| ---------------- | ---------------- | ------------------------------------------------------- | ------ | --------- | ------------------------------ | --------------------------------- | ---------------------------------------------------- |
|                  |                  | Acción Democrática                                      | AD     | 1941      | Socialdemocracia               | Internacional Socialista          |                                                      |
|                  |                  | Un Nuevo Tiempo                                         | UNT    | 1999      | Socialismo democrático         | Internacional Socialista          | Archivado el 29 de julio de 2020 en Wayback Machine. |
|                  |                  | La Causa Radical                                        | LCЯ    | 1971      | Socialdemocracia / Laborismo   |                                   |                                                      |
|                  |                  | Voluntad Popular                                        | VP     | 2009      | Socialdemocracia / Progresismo |                                   |                                                      |
|                  |                  | Primero Justicia                                        | PJ     | 2000      | Humanismo / Progresismo        | Internacional Demócrata de Centro |                                                      |
|                  |                  | Movimiento por Venezuela                                | MPV    | 2012      | Socialismo democrático         |                                   |                                                      |
|                  |                  | Comité de Organización Política Electoral Independiente | COPEI  | 1946      | Democracia cristiana           | ODCA                              | Archivado el 22 de marzo de 2017 en Wayback Machine. |
|                  |                  | Convergencia                                            | CVG    | 1993      | Democracia cristiana           | ODCA (observador)                 | https://convergenciavenezuela.com.ve/                |
|                  |                  | Encuentro Ciudadano                                     | EC     | 2018      | Socioliberalismo               | Unión Internacional Demócrata     |                                                      |
|                  |                  | Proyecto Venezuela                                      | PRVZL  | 1998      | Liberalismo conservador        | Unión Internacional Demócrata     |                                                      |
|                  |                  | HF Venezuela                                            | HFV    | 2022      | Progresismo                    |                                   |                                                      |

### Frente Amplio Venezuela Libre (2018-2021)
| Partido político                                            | Siglas  | Fundación | Definición política                     | Afiliación internacional | Web                                                  |
| ----------------------------------------------------------- | ------- | --------- | --------------------------------------- | ------------------------ | ---------------------------------------------------- |
| Cuentas Claras                                              | CC      | 2008      | Progresismo                             |                          |                                                      |
| Fuerza Liberal                                              | FL      | 2003      | Socioliberalismo                        |                          |                                                      |
| Movimiento Izquierda Democrática                            | MID     |           | Socialismo democrático                  |                          |                                                      |
| Movimiento Progresista de Venezuela                         | MPV     | 2012      | Socialismo democrático                  |                          |                                                      |
| Movimiento Venezuela Responsable, Emprendedora y Sostenible | MOVERSE | 2012      | Ambientalismo                           |                          |                                                      |
| Primero Justicia                                            | PJ      | 2000      | Humanismo/Progresismo                   |                          |                                                      |
| Progreso Social                                             | PRG     | 2012      | Progresismo                             |                          | Archivado el 22 de marzo de 2017 en Wayback Machine. |
| Proyecto Venezuela                                          | PRVZL   | 1998      | Democracia cristiana                    | UID, UPLA                |                                                      |
| Un Nuevo Tiempo                                             | UNT     | 1999      | Socialdemocracia/Socialismo democrático | Internacional Socialista | Archivado el 29 de julio de 2020 en Wayback Machine. |
| Unidos para Venezuela                                       | UNPARVE | 2008      | Pluralismo                              |                          |                                                      |
| Voluntad Popular                                            | VP      | 2009      | Socialdemocracia/Progresismo            | Internacional Socialista |                                                      |

### Mesa de la Unidad Democrática (2008-2018)
| Partido político                                            | Siglas  | Fundación | Definición política                     | Afiliación internacional | Web                                                  |
| ----------------------------------------------------------- | ------- | --------- | --------------------------------------- | ------------------------ | ---------------------------------------------------- |
| Cuentas Claras                                              | CC      | 2008      | Progresismo                             |                          |                                                      |
| Fuerza Liberal                                              | FL      | 2003      | Socioliberalismo                        |                          |                                                      |
| Movimiento Izquierda Democrática                            | MID     |           | Socialismo democrático                  |                          |                                                      |
| Movimiento Progresista de Venezuela                         | MPV     | 2012      | Socialismo democrático                  |                          |                                                      |
| Movimiento Venezuela Responsable, Emprendedora y Sostenible | MOVERSE | 2012      | Ambientalismo                           |                          |                                                      |
| Primero Justicia                                            | PJ      | 2000      | Humanismo/Progresismo                   |                          |                                                      |
| Progreso Social                                             | PRG     | 2012      | Progresismo                             |                          | Archivado el 22 de marzo de 2017 en Wayback Machine. |
| Proyecto Venezuela                                          | PRVZL   | 1998      | Democracia cristiana                    | UID, UPLA                |                                                      |
| Un Nuevo Tiempo                                             | UNT     | 1999      | Socialdemocracia/Socialismo democrático | Internacional Socialista | Archivado el 29 de julio de 2020 en Wayback Machine. |
| Unidos para Venezuela                                       | UNPARVE | 2008      | Pluralismo                              |                          |                                                      |
| Voluntad Popular                                            | VP      | 2009      | Socialdemocracia/Progresismo            | Internacional Socialista |                                                      |

#### Partidos desincorporados
| Partidos políticos desincorporados                      | Siglas     | Fundación | Definición política           | Afiliación internacional          | Desincorporación | Web |
| ------------------------------------------------------- | ---------- | --------- | ----------------------------- | --------------------------------- | ---------------- | --- |
| Acción Democrática                                      | AD         | 1941      | Socialdemocracia              | Internacional Socialista, COPPPAL | 07/2018          |     |
| Alianza Bravo Pueblo                                    | ABP        | 2000      | Socialdemocracia              |                                   | 02/2018          |     |
| Avanzada Progresista                                    | AP         | 2012      | Progresismo                   |                                   | 02/2018          |     |
| Bandera Roja                                            | BR         | 1970      | Marxismo-leninismo            |                                   | 09/2014          |     |
| Comité de Organización Político Electoral Independiente | COPEI      | 1946      | Socialcristianismo            | IDC, ODCA                         | 08/2015          |     |
| Democracia Renovadora                                   | DR         | 1997      | Socialdemocracia              |                                   | 05/2015          |     |
| Electores Libres                                        | EL         | 2004      | Federalismo                   |                                   | 07/2013          |     |
| Gente Emergente                                         | GE         | 1991      | Centroizquierda política      |                                   | 02/2018          |     |
| La Causa Radical                                        | LCR        | 1971      | Sindicalismo/Socioliberalismo |                                   | 11/2018          |     |
| Movimiento al Socialismo                                | MAS        | 1971      | Socialismo democrático        | Internacional Socialista, COPPPAL | 08/2013          |     |
| Movimiento de Integridad Nacional Unidad                | MIN-UNIDAD | 1978      | Liberalismo conservador       |                                   | 08/2015          |     |
| Movimiento Ecológico de Venezuela                       | MOVEV      | 2005      | Ecologismo                    | Global Verde, FPVA                | 09/2013          |     |
| Movimiento Laborista                                    | ML         | 2002      | Sindicalismo                  |                                   | 07/2015          |     |
| Movimiento Republicano                                  | MR         | 1997      | Republicanismo                |                                   | 07/2015          |     |
| Opinión Nacional                                        | OPINA      | 1962      | centrado                      |                                   | 04/2013          |     |
| Patria Para Todos                                       | PPT        | 1997      | Izquierdista                  | Foro de São Paulo                 | 06/2012          |     |
| Por la Democracia Social                                | PODEMOS    | 2002      | Socialdemocracia              | COPPPAL                           | 06/2012          |     |
| Solidaridad Independiente                               | SI         | 1996      | Humanismo cristiano           |                                   | 03/2015          |     |
| Unidad Democrática                                      | UDEMO      | 2008      |                               |                                   | 09/2012          |     |
| Unión Republicana Democrática                           | URD        | 1945      | Nacionalismo progresista      |                                   | 02/2015          |     |
| Vanguardia Popular                                      | VP         | 2007      | Izquierda política            |                                   | 09/2013          |     |
| Vente Venezuela                                         | VV         | 2012      | Liberalismo                   |                                   | 08/2017          |     |
| Unidad Visión Venezuela                                 | UVV        | 2012      | Liberalismo                   |                                   | 01/2020          |     |

## Objetivos
Dentro del Acuerdo de Unidad Nacional, las organizaciones políticas firmantes se comprometieron a impulsar, fomentar y consolidar una serie de propuestas. A continuación se mencionan los diez puntos contenidos en el acuerdo:
- Asegurar la autonomía de las instituciones del Estado.
- Pluralidad ideológica dentro de la izquierda democrática.
- Libertad de trabajo, economía, educativa y prensa libre.
- Desconcentrar el poder y fomentar una descentralización efectiva.
- Impulsar un sistema integral de seguridad pública.
- Defensa de la propiedad privada y de las libertades económicas.
- Lucha contra la pobreza por medio de la creación de empleos y la justa distribución de la renta petrolera.
- Educación de calidad.
- Política exterior basada en la solidaridad, especialmente con los países de la región.
- Fuerzas Armadas de Venezuela institucionales.

## Candidaturas unitarias
Entre los acuerdos firmados por la Unidad, destacan la presentación de candidaturas unitarias para los procesos electorales, primero para disputar las regionales de 2008 y luego las parlamentarias de 2010.

### Primarias y consenso para las elecciones regionales de 2008
Desde el 22 de julio de 2008, se comenzaron a dar a conocer los nombres de los candidatos de la Unidad Democrática para las gobernaciones y alcaldías, por medio de discusiones entre los partidos, el proceso de selección de candidaturas unitarias continuó hasta el 28 de septiembre de ese año, sin que se terminaran de completar la totalidad de las mismas en todas las circunscripciones electorales. Para la presentación de candidatos a los cuerpos deliberantes, Consejos Legislativos Estadales y Cabildos Distritales se decidió crear una tarjeta común para la elección de estos candidatos lista o nominal, dependiendo de cada entidad federal, dando origen a la organización Unidos para Venezuela (UNPARVE). En esas elecciones no se logró llevar candidatos unitarios en todos los circuitos electorales, aunque sí en la mayoría de ellos.
A mediados del año 2008, luego de firmado el "Acuerdo de Unidad Nacional" se presentaron las primeras candidaturas producto del Consenso: Pablo Pérez a la Gobernación del Zulia y Roberto Smith a la gobernación de Guaira. Posteriormente surgieron otros acuerdos como Eduardo Lappy, Morel Rodríguez, Pedro Pablo Alcantara, José Gregorio Graterol, Reinaldo Armas, Henry Rosales, Henrique Salas Feo y Eduardo Morales a las Gobernaciones de Yaracuy, Nueva Esparta, Lara, Falcón, Guárico, Aragua, Carabobo y Sucre respectivamente, no concretándose aún casos como Mérida, Táchira, Bolívar, Barinas, Miranda y la Alcaldía Mayor de Caracas, al igual que las candidaturas a las diferentes alcaldías municipales.
Luego de presentada la lista de inhabilitación de la Contraloría Nacional y con la imposibilidad de presentarse como candidatos Leopoldo López a la Alcaldía Mayor de Caracas, Antonio Barreto Sira a la Gobernación de Estado Anzoátegui, así como Enrique Mendoza a la Gobernación de Miranda, se logra un acuerdo para respaldar a Antonio Ledezma, Gustavo Marcano y Henrique Capriles a tales jurisdicciones, a pesar de que las encuestas arrojan como primera opción a los candidatos inhabilitados.
En el caso de la Gobernación del estado Táchira se realizó una elecciones primarias en donde el representante de COPEI (César Pérez Vivas) derrotó al de Un Nuevo Tiempo (Gustavo Azocar). En los casos de Mérida, Monagas, Apure, Trujillo, Cojedes, Portuguesa y Delta Amacuro se logra acuerdos de última hora producto de encuestas como en el estado Mérida en donde William Dávila de Acción Democrática resulta candidato a la Gobernación y su contrincante Léster Rodríguez de COPEI declina para en su lugar optar a la Alcaldía de la Ciudad de Mérida, mientras que en estado como Bolívar y Barinas no se alcanza algún tipo de consenso presentándose divididas las opciones opositoras, lo cual llevó a la derrota de estos últimos.
Para los cargos de a las Alcaldías Municipales se tomó como principal método el consenso, por el cual se escogieron poco más del 80% de los cargos, sin embargo casos como en Táchira y Mérida en donde a través de las elecciones primarias salieron electos los candidatos a la primera magistratura municipal.
A partir de junio de 2009 con la reestructuración del Acuerdo de Unidad Nacional y transformación en la Mesa de la Unidad Democrática, se discuten nuevas formas organizativas para la agenda política y social venezolana de ese sector opositor, entre ellas el tema electoral con el fin de no repetir el escenario de candidaturas múltiples como en las regionales de 2008. El 9 de diciembre de 2009 se aprueba el “Reglamento para la aplicación de acuerdo unitarios”, según el cual se establecen los métodos para selección de candidatos unitarios para todos los circuitos, a través de consenso o elecciones primarias. Es así como el 15 de mayo de 2010 se dio a conocer la lista definitiva de candidatos para las elecciones parlamentarias de ese año.
Posteriormente, para la elección de candidatos unitarios para los comisiones Presidenciales (2012), Regionales (2012) y Municipales (2013) se realizaron elecciones primarias conjuntas el 12 de febrero de 2012, siendo estas las primeras primarias abiertas en la historia de Venezuela, así como la más grande de su tipo en cuanto a asistencia a nivel mundial.

### Elecciones primarias de 2012
Las elecciones primarias de la Mesa de la Unidad se realizaron el 12 de febrero de 2012, y determinaron al candidato presidencial de la Mesa de la Unidad Democrática (MUD) para la próxima elección presidencial venezolana, que se celebrará el 7 de octubre, así como sus candidatos en las venideras elecciones regionales y municipales, que se celebrarán en diciembre de 2012 y abril de 2013 respectivamente.[actualizar] Estas fueron las primeras primarias presidenciales abiertas en la historia de Venezuela.
El proceso de selección fue a través de elecciones primarias abiertas, por lo cual pudo votar cualquier venezolano mayor de edad, sin importar su militancia en algunos de los partidos políticos que conforman la MUD. De igual manera, políticos sin afiliación a esta coalición pueden participar en las mismas, aunque deben consignar cierto número de firmas. Además, a todos los candidatos se les exige que depositen un monto de dinero para pagar el 45% de los gastos que el Consejo Nacional Electoral (CNE) exige por organizar las primarias, el resto será pagado por los partidos políticos de la MUD.
El proceso de inscripción de los precandidatos presidenciales se realizó entre el 1 y el 3 de noviembre de 2011, y contó con la participación de seis políticos (en orden de inscripción): Leopoldo López, María Corina Machado, Henrique Capriles, Pablo Pérez Álvarez, Pablo Medina y Diego Arria. El 24 de enero de 2012, López declinó su candidatura a favor de Capriles Radonski.
| Partido/Coalición política | Partido/Coalición política | Candidato            | Votos     | %     |
| -------------------------- | -------------------------- | -------------------- | --------- | ----- |
|                            | Primero Justicia           | Henrique Capriles    | 1.911.648 | 64.2% |
|                            | Un Nuevo Tiempo            | Pablo Pérez Álvarez  | 896.070   | 30.3% |
|                            | Independiente              | María Corina Machado | 110.420   | 3.7%  |
|                            | Independiente              | Diego Arria          | 37.834    | 1.3%  |
|                            | Movimiento Laborista       | Pablo Medina         | 14.561    | 0.5%  |
|                            |                            | Total                | 3.079.284 | 100%  |

### Elecciones presidenciales 2012 y 2013
El domingo 7 de octubre de este mismo año se llevaron a cabo las elecciones presidenciales en la cual la tarjeta de la MUD obtuvo 2.204.962 votos (14,82%), convirtiéndose en la segunda tarjeta más votada.
En ocasión a la muerte del Presidente Hugo Chávez poco después de haber sido reelecto, se convocaron nuevas elecciones presidenciales para el cumplimiento del período 2013-2019, postulando la Mesa de la Unidad Democrática nuevamente a Henrique Capriles, como su representante, pero esta vez usando la "tarjeta única" y no "unitaria" como en la anterior elección. Para estas elecciones la tarjeta de la MUD fue la más votada obteniendo 7.363.980 votos (49,12%) según los resultados emitidos por el CNE.

### Elecciones parlamentarias de 2015 y regionales de 2017
Avecinado el proceso electoral de 2015 se produjeron diversos rumores sobre los aspirantes a los curules dentro de la Asamblea Nacional, para lo cual se produjeron presiones de diversos partidos dentro de la alianza opositora lográndose primarias para solo unos pocos cargos en los en algunos circuitos de los estados Zulia, Táchira, Trujillo, Falcón, Apure, Guárico, Carabobo, Distrito Capital, Estado Anzoátegui, Monagas, Bolívar y Nueva Esparta, mientras que el resto de candidatos saldrían producto del consenso político entre los partidos.
Entrado el 2016 y luego de la contundente victoria de la Unidad en los comicios parlamentarios se comenzó a pensar en un proceso primario para todos las candidaturas a Gobernadores, de esta manera la alianza opositora presentó la propuesta de realizar tales comicios en septiembre u octubre del presente año.

## Elecciones

### Elecciones municipales y regionales
|  | 41.82 % |

|  | 41.82 % |

|  | 44.78 % |

|  | 39.34 % |

|  | 44.31 % |

|  | 26.24 % |

#### Elecciones regionales extraordinarias
|  | 38.49 % |

|  | 51.07 % |

|  | 22.22 % |

|  | 76.16 % |

|  | 55.34 % |

#### Elecciones presidenciales
|  | 13.37 % |

|  | 36.91 % |

|  | 14.82 % |

|  | 44.31 % |

|  | 49.12 % |

|  | 0 % |

|  | 43.18 % |

|  | 60.51 % |

|  | 67.08 % |

### Parlamentarias
|  | 47.22 % |

|  | 56.22 % |

### Elecciones regionales y municipales
El siguiente cuadro muestra el número de votos obtenidos por los partidos de la Unidad Democrática para los cargos de gobernador y alcaldes en las distintas elecciones que se han realizado en el país desde 2008. En 2008 Algunos partidos como Fuerza Liberal, Democracia Renovadora y Visión Emergente no apoyaron la mayoría de las candidaturas de la coalición, a diferencia de otras organizaciones que no formaban parte de la alianza para entonces como Podemos, Bandera Roja, Venezuela de Primera, Electores Libres, Unidad Democrática y Solidaridad, que apoyaron candidaturas unitarias en la mayoría de las circunscripciones electorales.
|                                           | Municipales y Regionales | Municipales y Regionales | Municipales y Regionales | Regionales | Regionales | Regionales  | Municipales | Municipales |
|                                           | 2008                     | 2008                     | 2008                     | 2012       | 2012       | 2012        | 2013        | 2013        |
| Partido político                          | Votos                    | % Nacional               | % Coalición              | Votos      | % Nacional | % Coalición | Votos       | % Nacional  |
| ----------------------------------------- | ------------------------ | ------------------------ | ------------------------ | ---------- | ---------- | ----------- | ----------- | ----------- |
| Mesa de la Unidad Democrática (MUD)       | -                        | -                        | -                        | -          | -          | -           | 4.374.910   | 42,17%      |
| Un Nuevo Tiempo                           | 1.214.406                | 10,99%                   | 31,89%                   | 616.370    | 6,67%      | 15,86%      | MUD         | -           |
| Acción Democrática                        | 798.674                  | 7,23%                    | 20,97%                   | 501.937    | 5,43%      | 12,92%      | MUD         | -           |
| Primero Justicia                          | 618.832                  | 5,60%                    | 16,25%                   | 931.060    | 10,07%     | 23,96%      | MUD         | -           |
| Copei                                     | 471.163                  | 4,26%                    | 12,37%                   | 237.155    | 2,54%      | 6,10%       | MUD         | -           |
| Proyecto Venezuela                        | 331.410                  | 3,00%                    | 8,70%                    | 146.236    | 1,56%      | 3,76%       | MUD         | -           |
| La Causa Radical                          | 72.014                   | 0,65%                    | 1,89%                    | 103.434    | 1,10%      | 2,66%       | MUD         | -           |
| Alianza Bravo Pueblo                      | 59.853                   | 0,54%                    | 1,59%                    | 33.170     | 0,35%      | 0,85%       | MUD         | -           |
| Gente Emergente                           | -                        | -                        | -                        | 134.863    | 1,42%      | 3,45%       | MUD         | -           |
| Cuentas Claras                            | -                        | -                        | -                        | 69.120     | 0,73%      | 1,77%       | MUD         | -           |
| Movimiento Republicano                    | 52.612                   | 0,48%                    | 1,38%                    | -          | -          | -           | MUD         | -           |
| Solidaridad Independiente                 | 45.116                   | 0,41%                    | 1,18%                    | -          | -          | -           | MUD         | -           |
| Movimiento al Socialismo                  | 44.731                   | 0,40%                    | 1,17%                    | -          | -          | -           | 112.858     | -           |
| Vanguardia Popular                        | 30.304                   | 0,27%                    | 0,80%                    | -          | -          | -           | -           | -           |
| Unión Republicana Democrática             | 26.510                   | 0,24%                    | 0,70%                    | -          | -          | -           | MUD         | -           |
| Movimiento Laborista                      | 19.296                   | 0,17%                    | 0,51%                    | -          | -          | -           | MUD         | -           |
| Democracia Renovadora                     | 8.561                    | 0,08%                    | 0,22%                    | -          | -          | -           | MUD         | -           |
| Fuerza Liberal                            | 8.244                    | 0,08%                    | 0,22%                    | -          | -          | -           | MUD         | -           |
| Visión Emergente                          | 6.573                    | 0,06%                    | 0,17%                    | -          | -          | -           | MUD         | -           |
| Voluntad Popular                          | -                        | -                        | -                        | 243.485    | 2,63%      | 6,27%       | MUD         | -           |
| Avanzada Progresista                      | -                        | -                        | -                        | 178.203    | 1,92%      | 4,58%       | MUD         | -           |
| Movimiento Progresista de Venezuela       | -                        | -                        | -                        | 40.683     | 0,44%      | 1,04%       | MUD         | -           |
| Movimiento Ecológico de Venezuela         | -                        | -                        | -                        | 37.409     | 0,40%      | 0,94%       | 98.850      | -           |
| Convergencia*                             | -                        | -                        | -                        | 27.527     | 0,29%      | 0,70%       | MUD         | -           |
| Fuerza Ciudadana*                         | -                        | -                        | -                        | 8.452      | 0,08%      | 0,21%       | MUD         | -           |
| GOYOVA*                                   | -                        | -                        | -                        | 4.977      | 0,04%      | 0,12%       | MUD         | -           |
| Electores de Bolívar*                     | -                        | -                        | -                        | 4.906      | 0,04%      | 0,12%       | MUD         | -           |
| TOTAL                                     | 3.808.299                | 34,46%                   | 100%                     | 3.883.037  | 44,78%     | 100%        | 4.586.618   | 44,2%       |
| *Partidos de votación únicamente regional |                          |                          |                          |            |            |             |             |             |

 NOTA: En las elecciones Municipales del 8 de diciembre del 2013, los partidos de la oposición decidieron no presentar sus tarjetas, en cambio sus candidatos serían presentados bajo la tarjeta de "Mesa de la Unidad Democrática", solo los partidos Movimiento al Socialismo, Movimiento Ecológico de Venezuela, Vanguardia Popular y Bandera Roja presentaron sus tarjetas a nivel nacional, esto sin contar el caso del Municipio El Hatillo, en donde los demás partidos presentaron sus propias tarjetas debido a la postulación de 5 candidatos de las filas opositoras.
Luego de realizada las elecciones municipales del 8 de diciembre del 2013, la MUD consolidó 78 Alcaldías (incluyendo la Alcaldía Metropolitana de Caracas), quedando distribuida de la siguiente forma:
| Partido político                          | Cantidad de Alcaldías | % Nacional | % Coalición |
| ----------------------------------------- | --------------------- | ---------- | ----------- |
| Acción Democrática                        | 16                    | 4,74       | 20,5        |
| Voluntad Popular                          | 15                    | 4,45       | 19,23       |
| Primero Justicia                          | 13                    | 3,85       | 16,6        |
| Copei                                     | 13                    | 3,85       | 16,6        |
| Un Nuevo Tiempo                           | 11                    | 3,26       | 14,1        |
| Avanzada Progresista                      | 2                     | 0,59       | 2,56        |
| La Causa Radical                          | 2                     | 0,59       | 2,56        |
| Movimiento al Socialismo                  | 2                     | 0,59       | 2,56        |
| Movimiento Progresista de Venezuela       | 2                     | 0,59       | 2,56        |
| Cuentas Claras                            | 2                     | 0,59       | 2,56        |
| Proyecto Venezuela                        | 1                     | 0,29       | 1,28        |
| Alianza Bravo Pueblo                      | 1                     | 0,29       | 1,28        |
| Movimiento Ecológico de Venezuela         | -                     | -          | -           |
| Gente Emergente                           | -                     | -          | -           |
| Movimiento Republicano                    | -                     | -          | -           |
| Solidaridad Independiente                 | -                     | -          | -           |
| Vanguardia Popular                        | -                     | -          | -           |
| Unión Republicana Democrática             | -                     | -          | -           |
| Movimiento Laborista                      | -                     | -          | -           |
| Democracia Renovadora                     | -                     | -          | -           |
| Fuerza Liberal                            | -                     | -          | -           |
| Visión Emergente                          | -                     | -          | -           |
| Convergencia*                             | -                     | -          | -           |
| Fuerza Ciudadana*                         | -                     | -          | -           |
| GOYOVA*                                   | -                     | -          | -           |
| Electores de Bolívar*                     | -                     | -          | -           |
| TOTAL                                     | 78                    | 23,14%     | 100%        |
| *Partidos de votación únicamente regional |                       |            |             |

 NOTA: La cantidad de Alcaldes de electos por la tarjeta de la MUD es de 76, ya que el Movimiento al Socialismo ganó 2 fueras de la alianza opositora.

### Elecciones parlamentarias
Para las elecciones legislativas de 2010, se sumaron a la coalición un nuevo bloque de partidos, entre ellos Podemos, MIN Unidad, Bandera Roja, entre otros. En su mayoría se presentaron candidaturas unitarias, salvo los partidos Fuerza Liberal, Democracia Renovadora, Movimiento Laborista y Venezuela de Primera, que pese a pertenecer a la MUD no se plegaron a todas las candidaturas, caso contrario de los partidos PANA, Conde, PMV que aunque no son miembros formales de la coalición si apoyaron la totalidad de sus candidaturas.
El partido Patria Para Todos luego de romper alianza con el PSUV decide en estas elecciones parlamentarias no unirse a la coalición de la MUD sino sacar sus propios candidatos independiente convirtiéndose en la tercera fuerza política del país con 2 diputados electos luego de alcanzar una votación de 353.979 personas para un total de 3,14% de votación nacional, lo cual coloco esta tarjeta por encima de partidos de la MUD como Proyecto Venezuela, Podemos, MIN Unidad, La Causa Radical, Alianza Bravo Pueblo, entre otros, además de partidos históricos como Movimiento al Socialismo y Convergencia. El siguiente cuadro se muestra el total de votos lista emitidos en cada entidad federal sólo hacia candidatos apoyados por la MUD.
| Partido político                      | Votos     | % Nacional | % Coalición |
| ------------------------------------- | --------- | ---------- | ----------- |
| Un Nuevo Tiempo                       | 995.972   | 8,84%      | 18,71%      |
| Primero Justicia                      | 973.885   | 8,64%      | 18,30%      |
| Acción Democrática                    | 921.973   | 8,18%      | 17,32%      |
| Copei                                 | 579.676   | 5,14%      | 10,89%      |
| Proyecto Venezuela                    | 337.607   | 3,00%      | 6,34%       |
| Podemos                               | 297.388   | 2,64%      | 5,59%       |
| MIN Unidad                            | 204.171   | 1,81%      | 3,83%       |
| La Causa Radical                      | 103.176   | 0,92%      | 1,94%       |
| Alianza Bravo Pueblo                  | 91.314    | 0,81%      | 1,72%       |
| Cuentas Claras                        | 75.384    | 0,67%      | 1,42%       |
| Bandera Roja                          | 67.349    | 0,60%      | 1,27%       |
| Movimiento Republicano                | 61.986    | 0,55%      | 1,16%       |
| Movimiento al Socialismo              | 51.260    | 0,45%      | 0,96%       |
| Convergencia                          | 47.132    | 0,42%      | 0,88%       |
| Proyecto Carabobo                     | 43.697    | 0,39%      | 0,82%       |
| Unidos para Venezuela                 | 41.552    | 0,37%      | 0,78%       |
| Unidad Democrática                    | 33.474    | 0,30%      | 0,63%       |
| Gente Emergente                       | 32.759    | 0,29%      | 0,62%       |
| Solidaridad Independiente             | 31.295    | 0,28%      | 0,59%       |
| Unión Republicana Democrática         | 24.563    | 0,22%      | 0,46%       |
| Vanguardia Popular                    | 20.314    | 0,18%      | 0,38%       |
| Fuerza Liberal*                       | 14.515    | 0,13%      | 0,27%       |
| Democracia Renovadora*                | 12.371    | 0,11%      | 0,23%       |
| Conde*                                | 10.016    | 0,09%      | 0,18%       |
| Movimiento Laborista*                 | 9.164     | 0,08%      | 0,17%       |
| Venezuela de Primera*                 | 7.321     | 0,06%      | 0,14%       |
| Visión Venezuela                      | 5.820     | 0,05%      | 0,11%       |
| Partidos regionales de la MUD         | 122.404   | 1,09%      | 2,30%       |
| Otros partidos que apoyaron a la MUD* | 104.888   | 0,93%      | 1,97%       |
| TOTAL                                 | 5.322.426 | 47,23%     | 100%        |

*Solo se toma el voto con su tarjeta a la lista de la MUD.

### Elecciones presidenciales
En 2012 fue implementada por primera vez la tarjeta unitaria de la Mesa de Unidad Democrática al tarjeton electoral como mecanismo directo para apoyar la candidatura de Henrique Capriles en sus aspiraciones presidenciales, tarjeta a la cual podían adherirse voluntariamente tanto los partidos de la alianza como partidos independientes. Para las elecciones de 2013 se optó por el uso de la tarjeta única para el tarjetón electoral, la cual todos los partidos de la coalición se comprometen a usar de forma exclusiva y no promover la propia, siendo Capriles nuevamente el candidato de la concertación.
|                                       | Presidenciales 2006 | Presidenciales 2006 | Presidenciales 2006 | Presidenciales 2012 | Presidenciales 2012 | Presidenciales 2012 | Presidenciales 2013 | Presidenciales 2013 | Presidenciales 2013 |
| Partido político                      | Votos               | % Nacional          | % Coalición         | Votos               | % Nacional          | % Coalición         | Votos               | % Nacional          | % Coalición         |
| ------------------------------------- | ------------------- | ------------------- | ------------------- | ------------------- | ------------------- | ------------------- | ------------------- | ------------------- | ------------------- |
| MUD (Tarjeta Única/Unitaria)          | -                   | -                   | -                   | 2.204.962           | 14,82%              | 33,45%              | 7.362.419           | 49,12%              | 100%                |
| Primero Justicia                      | 1.299.546           | 11,17%              | 30,27%              | 1.839.573           | 12,36%              | 27,90%              | MUD                 | MUD                 | MUD                 |
| Un Nuevo Tiempo                       | 1.555.362           | 13,37%              | 36,23%              | 1.202.745           | 8,08%               | 18,38%              | MUD                 | MUD                 | MUD                 |
| Voluntad Popular                      | -                   | -                   | -                   | 471.677             | 3,17%               | 7,16%               | MUD                 | MUD                 | MUD                 |
| Avanzada Progresista                  | -                   | -                   | -                   | 256.022             | 1,72%               | 3,88%               | MUD                 | MUD                 | MUD                 |
| Unidad Visión Venezuela               | 12.938              | 0,11%               | 0,30%               | 131.619             | 0,88%               | 1,99%               | MUD                 | MUD                 | MUD                 |
| MIN Unidad                            | 99.170              | 0,85%               | 2,31%               | 110.839             | 0,74%               | 1,68%               | MUD                 | MUD                 | MUD                 |
| Unidos para Venezuela                 | -                   | -                   | -                   | 63.460              | 0,43%               | 0,98%               | MUD                 | MUD                 | MUD                 |
| Movimiento Progresista de Venezuela   | -                   | -                   | -                   | 50.888              | 0,34%               | 0,78%               | MUD                 | MUD                 | MUD                 |
| Movimiento Ecológico de Venezuela     | -                   | -                   | -                   | 40.046              | 0,27%               | 0,62%               | MUD                 | MUD                 | MUD                 |
| Democracia Renovadora                 | 16.267              | 0,13%               | 0,38%               | 35.803              | 0,24%               | 0,55%               | MUD                 | MUD                 | MUD                 |
| Vanguardia Popular                    | -                   | -                   | -                   | 27.697              | 0,18%               | 0,43%               | MUD                 | MUD                 | MUD                 |
| Fuerza Liberal                        | 35.169              | 0,30%               | 0,81%               | 22.782              | 0,15%               | 0,35%               | MUD                 | MUD                 | MUD                 |
| Moverse                               | -                   | -                   | -                   | 18.291              | 0,12%               | 0,28%               | MUD                 | MUD                 | MUD                 |
| Acción Democrática                    | -                   | -                   | -                   | MUD                 | MUD                 | MUD                 | MUD                 | MUD                 | MUD                 |
| COPEI                                 | 261.515             | 2,24%               | 6,09%               | MUD                 | MUD                 | MUD                 | MUD                 | MUD                 | MUD                 |
| Venezuela de Primera                  | 86.958              | 0,74%               | 2,03%               | MUD                 | MUD                 | MUD                 | MUD                 | MUD                 | MUD                 |
| Unión Republicana Democrática         | 84.690              | 0,72%               | 1,97%               | MUD                 | MUD                 | MUD                 | MUD                 | MUD                 | MUD                 |
| Movimiento Republicano                | 74.660              | 0,64%               | 1,74%               | MUD                 | MUD                 | MUD                 | MUD                 | MUD                 | MUD                 |
| Movimiento al Socialismo              | 71.600              | 0,61%               | 1,67%               | MUD                 | MUD                 | MUD                 | MUD                 | MUD                 | MUD                 |
| Convergencia                          | 59.183              | 0,50%               | 1,38%               | MUD                 | MUD                 | MUD                 | MUD                 | MUD                 | MUD                 |
| Visión Emergente                      | 46.107              | 0,39%               | 1,07%               | MUD                 | MUD                 | MUD                 | MUD                 | MUD                 | MUD                 |
| Movimiento Laborista                  | 40.007              | 0,34%               | 0,93%               | MUD                 | MUD                 | MUD                 | MUD                 | MUD                 | MUD                 |
| Solidaridad Independiente             | 30.253              | 0,26%               | 0,7%                | MUD                 | MUD                 | MUD                 | MUD                 | MUD                 | MUD                 |
| La Causa Radical                      | 27.474              | 0,23%               | 0,64%               | MUD                 | MUD                 | MUD                 | MUD                 | MUD                 | MUD                 |
| Electores Libres                      | 23.842              | 0,20%               | 0,55%               | MUD                 | MUD                 | MUD                 | MUD                 | MUD                 | MUD                 |
| Bandera Roja                          | 18.881              | 0,16%               | 0,44%               | MUD                 | MUD                 | MUD                 | MUD                 | MUD                 | MUD                 |
| Otros partidos que apoyaron a la MUD* | 448.844             | 3,85%               | 10,45%              | 124.901             | 0,82%               | 1,92%               | MUD                 | MUD                 | MUD                 |
| TOTAL                                 | 4.292.466           | 36,90%              | 100%                | 6.591.304           | 44,31%              | 100%                | 7.362.419           | 49,12%              | 100%                |

Las organizaciones políticas Vamos Adelante, La Fuerza del Cambio, Unidad NOE y Procomunidad apoyaron al candidato de la Mesa de la Unidad Democrática en las elecciones, aunque formalmente no forman parte de la coalición.

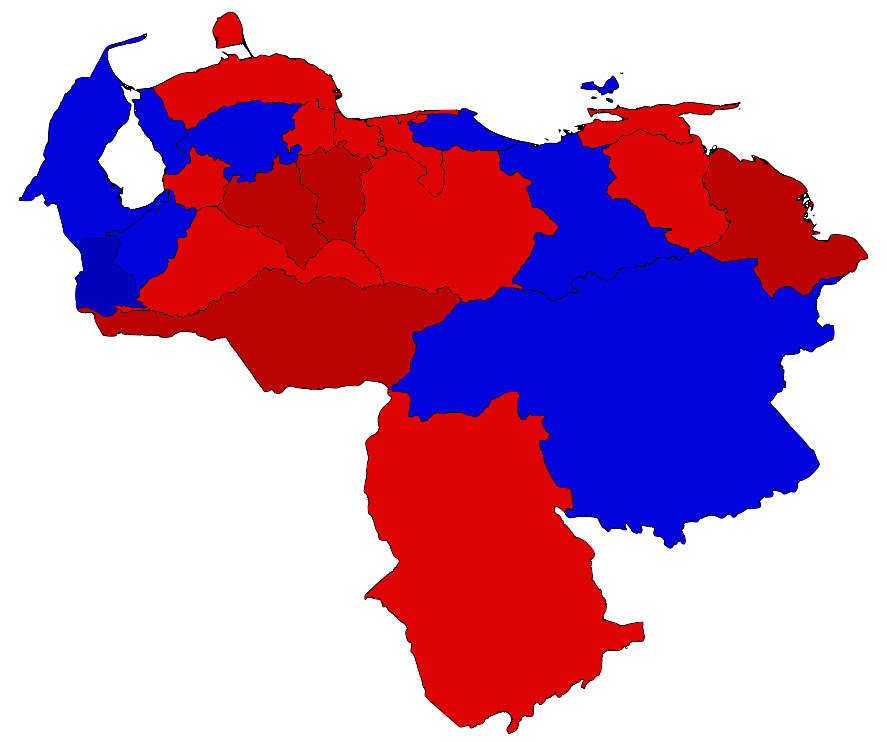
Resultados de las elecciones presidenciales de 2013 por estado.

| Manuel Rosales    | Elecciones presidenciales de Venezuela de 2006 | Un Nuevo Tiempo     | Unidad Nacional | Atrevete              | 4.292.466 | 36,90% |
| Henrique Capriles | Elecciones presidenciales de Venezuela de 2012 | Primero Justicia    | MUD             | Hay un camino         | 6.566.712 | 44,25% |
| Henrique Capriles | Elecciones presidenciales de Venezuela de 2013 | Tarjeta Única (MUD) | MUD             | Venezuela Somos Todos | 7.302.641 | 49,12% |

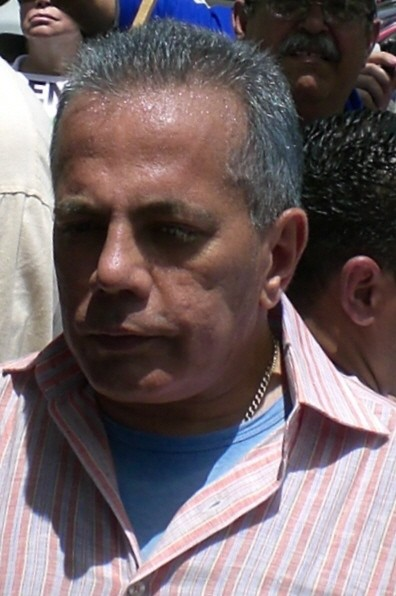
Manuel Rosales como candidato presidencial en 2006.
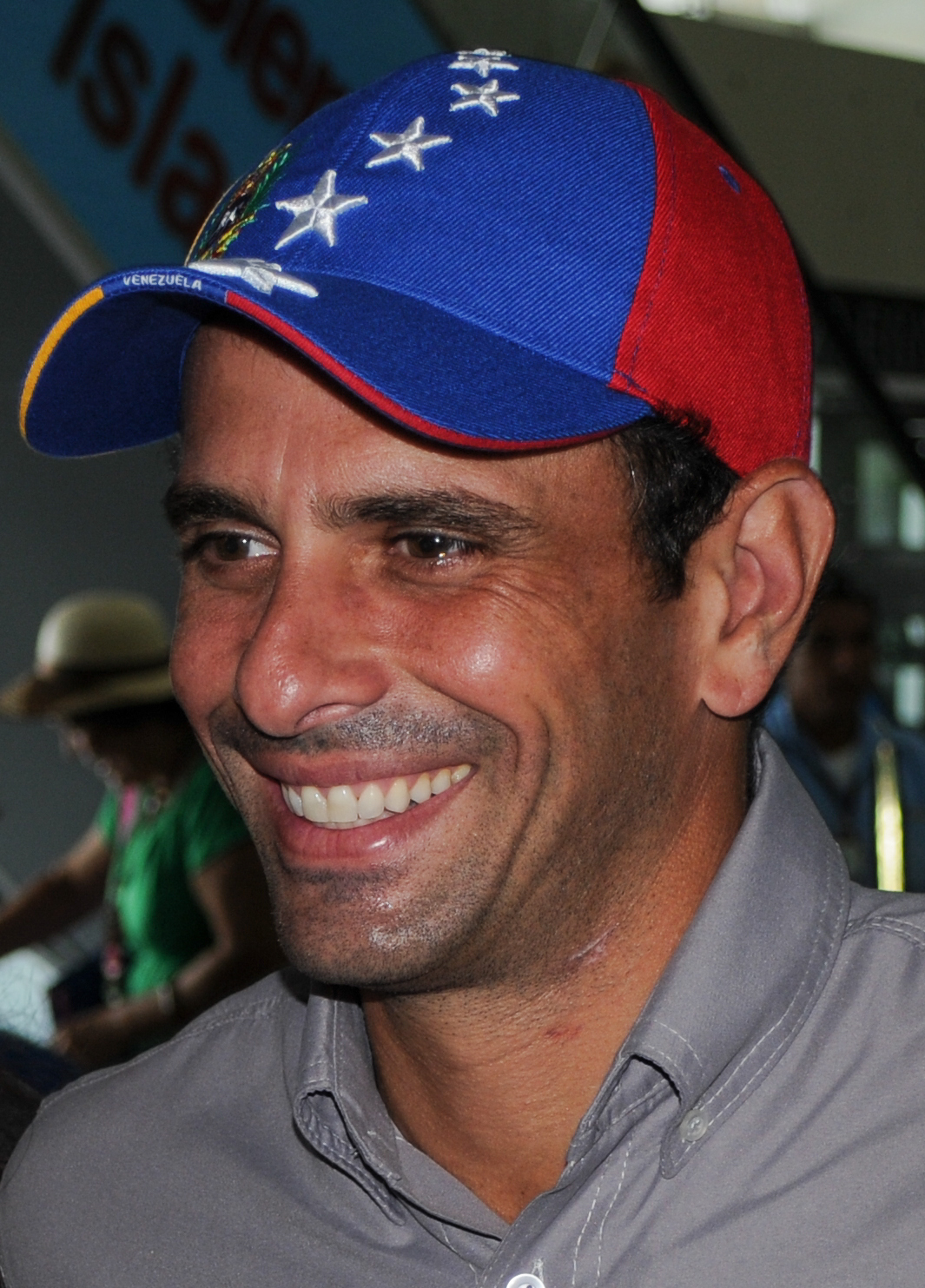
Henrique Capriles como candidato presidencial en 2012/2013.

### Elecciones parlamentarias de 2015
Para las elecciones parlamentarias de 2015, las cuales se celebraron el 6 de diciembre para la elección de una nueva Asamblea Nacional, la MUD se presentó bajo la tarjeta única, siendo la segunda vez en su historia que el conglomerado de partidos va en una tarjeta unitaria luego de las presidenciales de 2013; en la elección sale obtuvo el 56,22% de los votos otorgándoles una mayoría parlamentaria de 112 diputados, siendo la primera vez en la historia de Venezuela que una coalición política alcanza los dos tercios del Poder Legislativo y la primera victoria electoral de peso para la oposición luego de 17 años, siendo un revés electoral significativo para el gobierno.

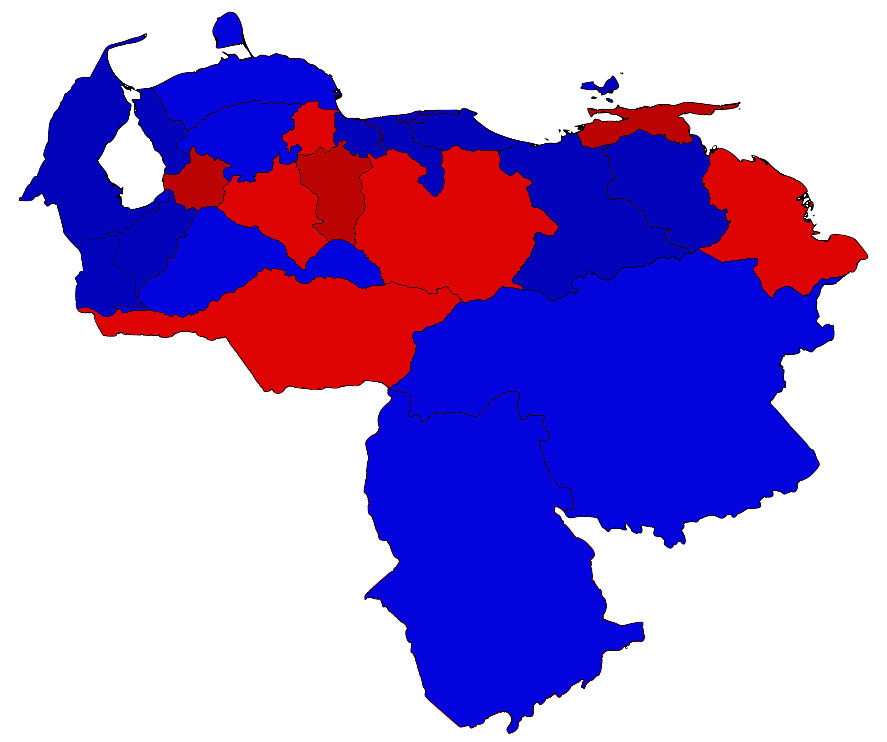
Resultados de las elecciones parlamentarias de 2015 por estado.

| Partido | Partido                            | Partido | Votos      | %       | Diputados |
| ------- | ---------------------------------- | ------- | ---------- | ------- | --------- |
|         | Mesa de la Unidad Democrática      | MUD     | 7.726.066  | 56,22 % | 112       |
|         | Gran Polo Patriótico Simón Bolívar | GPP     | 5.622.844  | 40,91 % | 55        |
|         | Otros                              |         | 394.064    | 2,87 %  | 0         |
| Total   | Total                              | Total   | 13 699 230 | 100 %   | 167       |

### Elecciones regionales de 2017

Acción Democrática
Voluntad Popular
Un Nuevo Tiempo
COPEI
Primero Justicia
Avanzada Progresista

Véase también: Elecciones primarias de la Mesa de la Unidad Democrática de 2017
En las elecciones regionales, que se realizaron el 15 de octubre, donde se escogerían los nuevos gobernadores de cada estado, exceptuando el Alto Apure y el Distrito Capital, donde la MUD obtuvo el 44,31% de los votos, a diferencia del Gran Polo Patriótico que obtuvo el 55,07% de los votos. Además la Unidad no contó con tarjeta propia.
| Partido / Coalición                | Votos     | %     | Gobernaciones |
| ---------------------------------- | --------- | ----- | ------------- |
| Gran Polo Patriótico Simón Bolívar | 5,814,903 | 55.07 | 18            |
| Mesa de la Unidad Democrática      | 4,983,626 | 44.31 | 5             |

### Elecciones regionales de 2021
Realizadas el 21 de noviembre, la oposición contó además de la tarjeta de la MUD, las tarjetas de Convergencia, Un Nuevo Tiempo y Movimiento por Venezuela. En las elecciones, obtuvo 3 gobernaciones y, 63 alcaldías.
| Partido / Coalición                | Votos     | % votantes | Gobernaciones | Alcaldías |
| ---------------------------------- | --------- | ---------- | ------------- | --------- |
| Gran Polo Patriótico Simón Bolívar | 3 722 656 | 45.66      | 19            | 208       |
| Mesa de la Unidad Democrática      | 2 139 543 | 26.24      | 3             | 63        |
| Fuerza Vecinal                     | 428 881   | 5.26       | 1             | 10        |
| Otros                              | 1.363 003 | 16.72      | 0             | 53        |
| Por Definir                        |           |            | 0             | 1         |
| Fuente: El Nacional                |           |            |               |           |

## Críticas
La Mesa de la Unidad ha sido objeto de críticas por otros miembros de la oposición venezolana, en 2013 en Movimiento Demócrata Liberal (MDL) criticó la falta de coherencia de la MUD al por un lado denunciar la falta de garantias electorales de las elecciones, pero por otro lado las legitiman al participar en ellas. Esto ha sido sostenido por múltiples analistas políticos, además del hecho de las múltiples negociaciones sin ningún tipo de resultados con el oficialismo.